# Crotalaria mairei
Crotalaria mairei är en ärtväxtart som beskrevs av Augustin Abel Hector Léveillé. Crotalaria mairei ingår i släktet sunnhampor, och familjen ärtväxter.

## Underarter
Arten delas in i följande underarter:
- C. m. mairei
- C. m. pubescens